# Быченский, Иван Тимофеевич
Иван Тимофеевич Быченский 5-й (1773 — 1844) – русский генерал-лейтенант, директор кораблестроительного департамента морского министерства.

## Биография
Окончил Морской кадетский корпус. 1 мая 1788 года произведен в гардемарины. В 1788 году на корабле «Мстислав» участвовал в Гогландском сражении. 1 января 1789 года произведен в мичманы. В 1789-1790 годах участвовал в Энландском и Выборгском сражениях. 1 января 1793 года произведен в лейтенанты. В 1795-1796 годах на корабле «Ретвизан» крейсировал у берегов Англии. В 1798 году на корабле «Азия» перешел из Архангельска к английским берегам, а оттуда в Средиземное море и затем в Севастополь. 
В 1802-1803 годах находился при Ревельском порту. В кампанию 1804 года командуя куттером «Гонец» в составе эскадре вице-адмирала Р. В. Кроуна крейсировал у острова Борнхольм и по окончании кампании 31 декабря произведен в капитан-лейтенанты. 5 февраля 1806 года «за беспорочную выслугу 18-ти морских кампаний» награжден орденом Св. Георгия IV степени. Командуя корветом «Помона» участвовал в русско-шведской и англо-русской войне. В 1810 году командуя фрегатом «Свеаборг» крейсировал у Красной Горки. В 1811 году командовал брандвахтенным фрегатом «Быстрый» на кронштадском рейде. 2 декабря 1811 года произведен в капитаны 2-го ранга. 
Во время Отечественной войны, командуя фрегатом «Свеаборг», участвовал в переброске войск Финляндского корпуса из Свеаборга в Ревель. В 1813-1814 годах крейсировал с английской эскадрой в Северном море и у французских берегов и участвовал в перевозке гвардейских полков из Шербура в Кронштадт. 27 августа 1814 года «за отличную и ревностную службу» награжден орденом Св. Владимира IV степени. 
В 1815-1816 годах командовал 20-м флотским экипажем в Кронштадте. В 1817 году, командуя кораблем «Орёл», участвовал в перевозке русских войск из Кале в Кронштадт. 14 февраля 1819 года произведен в капитаны 1-го ранга с назначением капитаном Ревельского порта и командиром 18-го флотского экипажа. В 1823-1827 годах занимал должность капитана Астраханского порта. 16 июня 1826 года награжден орденом Св. Анны II степени. 
2 сентября 1827 года назначен исправляющим должность директора кораблестроительного департамента морского министерства (12 октября вступил в должность). 6 декабря 1827 года произведен в генерал-майоры с утвеждением в должности. 6 декабря 1831 года награжден орденом Св. Владимира III степени. 31 августа 1832 года за постройку фрегата «Прозерпина» и транспорта «Либава» удостоился Высочайшего благоволения. 13 апреля 1834 года награжден орденом Св. Станислава I степени. 6 апреля 1835 года произведен в генерал-лейтенанты. 12 мая 1837 года назначен членом генерал-аудиториата. 22 августа 1840 года награжден знаком отличия «L беспорочной службы».